# ارقده
ارقده یک منطقهٔ مسکونی در ایران است که در دهستان باقرآباد واقع شده‌است.